# Norman Broasterstadion
Het Norman Broasterstadion is een multifunctioneel stadion in San Ignacio, een stad in Belize. 
Het stadion wordt vooral gebruikt voor voetbalwedstrijden, de voetbalclub Belize Defence Force FC maakt gebruik van dit stadion. In het stadion is plaats voor 2.000 toeschouwers.